# Hak Yolu
Hak Yolu ist ein türkisch-iranischer Film aus dem Jahr 1970.

## Handlung
Ali bekommt einen Job und erreicht durch Engagement und Geduld eine bedeutende Beförderung und wird schließlich Geschäftsführer des Unternehmens und gewinnt Meltems Liebe. Das gefällt jedoch seinem Cousin Cihangir und seinem Vater nicht, die stattdessen völlig bankrott sind und sich um jeden Preis an Ali rächen wollen.